# Torre dell'Orologio (Mantova)
La torre dell'Orologio è una costruzione rinascimentale situata in piazza delle Erbe a Mantova; si eleva tra il palazzo della Ragione e la rotonda di San Lorenzo.

## Descrizione e storia
La torre, a pianta quadrata, fu eretta fra il 1472 e il 1473 dall'architetto Luca Fancelli, architetto fiorentino al servizio del marchese di Mantova Ludovico III Gonzaga sulle basi di un preesistente edificio risalente al XIII secolo. Dalla porta al piano terreno si accede al palazzo della Ragione.
Alla fine del 1473 sulla torre venne collocato l'orologio astronomico, opera del matematico mantovano Bartolomeo Manfredi, noto anche come Bartolomeo dell'Orologio. L'orologio indicava le ore ordinarie, degli astrologi e dei pianeti. Altresì rilevava il percorso del sole attraverso i segni dello Zodiaco e le fasi lunari. Per quasi un secolo, fino al 1560, l'orologio funzionava perfettamente. In quell'anno, tuttavia, il meccanismo si guastò. Fu Francesco Filopono, matematico e astronomo a riportarlo in vita. 
Dal 1700 non più attivo, il meccanismo astronomico fu rimesso in moto nel 1989 dal fabbro ed orologiaio Alberto Gorla di Cividale Mantovano.
Sotto l'orologio fu collocata la statua della Madonna Immacolata, risalente agli inizi del XVII secolo. Dello stesso periodo è anche il balcone, in marmo, ad ornamento dell'edificio.
Nella parte più alta della torre è collocata una campana di medie dimensioni che batte le ore.
Il terremoto dell'Emilia del 2012 provocò lesioni alla torre, che rimase chiusa fino all'esecuzione di restauri che ne hanno consentito la riapertura e la fruibilità.
All'interno è ospitato il Museo del Tempo, nel quale sono esposti i meccanismi d'epoca dell'orologio e dalla sommità è possibile avere una vista sulla città e sui laghi che la circondano.

## Architettura

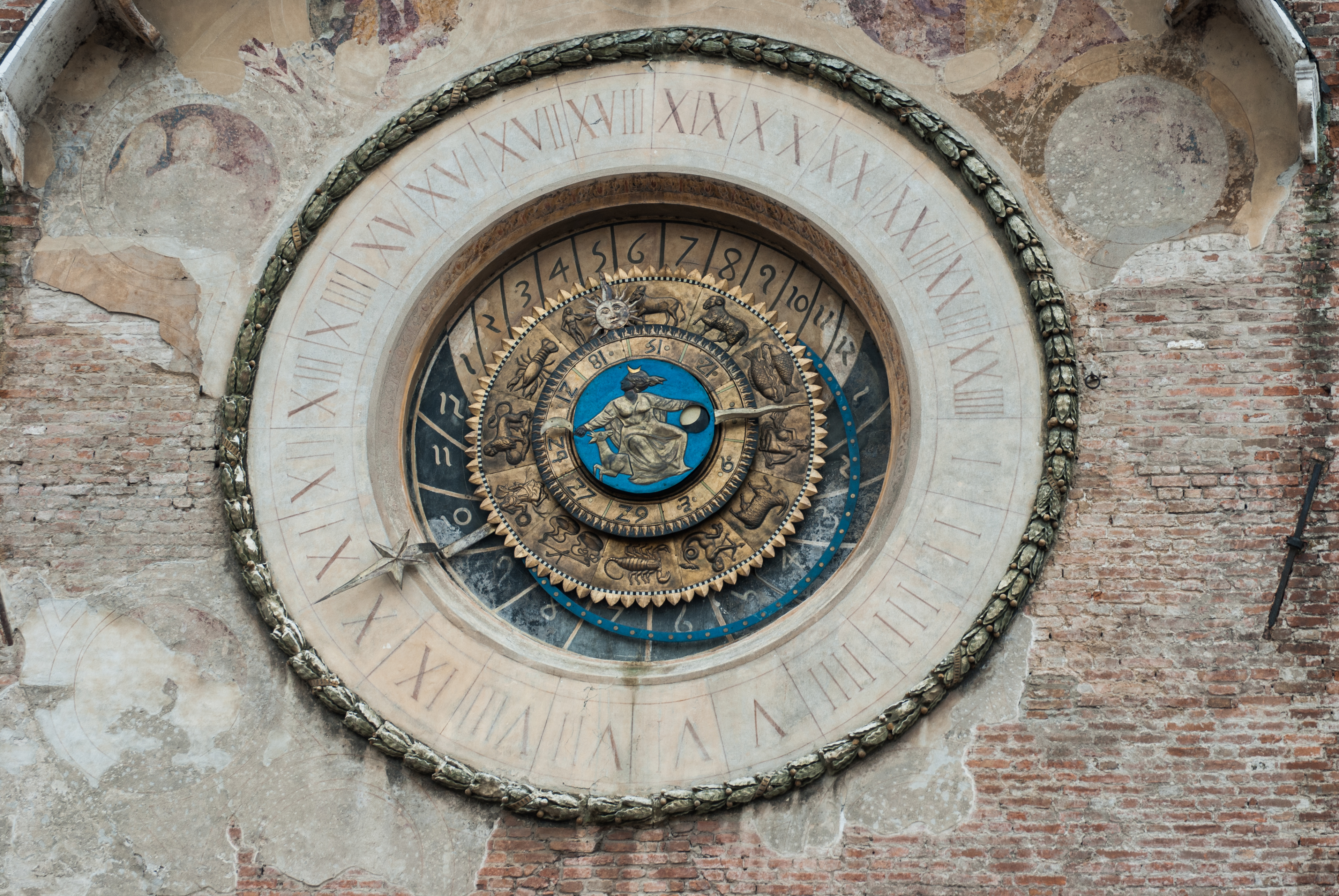
orologio astronomico

L'orologio, alto circa una quindicina di metri, è protetto da una tettoia semicircolare in alto ed è circondato da una corona di ritratti. È composto da fasi lunari e avvolto da un profilo in forma di alloro. La corona circolare presenta indicazioni orarie da I a XXIIII. Una nicchia con ventiquattro divisioni (12 bianche e 12 nere) rappresenta le ore diurne e le ore notturne.
In posizione centrale e rialzata rispetto alla nicchia si trova l'ostensorio: un disco lavorato a sbalzo che ospita nella parte esterna i dodici segni dello zodiaco e termina in una corona di riferimenti bianchi e neri (trenta per segno). Verso l'interno si trova un altro disco mobile con la corona divisa in dieci zone e numerata di tre in tre, a rappresentare l'età della Luna. L'ultima riporta il numero ventinove anziché trenta, ad indicare l'ultimo giorno del mese sinodico, corrispondente a circa ventinove giorni e mezzo.
Al centro dell'ostensorio si trova un'immagine della dea Latona, che è seduta a braccia aperte con un animale accovacciato ai piedi. La mano sinistra della dea si appoggia a un cerchio che costituisce il disco delle fasi lunari. Verso l'esterno parte un raggio a indicare il grado preciso dei segni zodiacali. La mano destra, invece, regge un falcetto rappresentate una mezza luna che indica il giorno del ciclo della Luna.
L'orologio presenta inoltre un semicerchio eccentrico corrispondente all'Equatore celeste, attaccato alla parte inferiore dell'ostensorio e recante trenta punti dorati, di un sole che si muove sulla corona dello zodiaco a indicare il segno e il grado preciso. 
Vi sono anche due aste: la prima presenta una stella con un raggio più lungo all'estremità, indicante secondo l'uso del tempo le ore da un tramonto all'altro. Oggi, per favorire la lettura, l'indicazione è nelle ventiquattrore (da una mezzanotte all'altra). La seconda asta termina con un sole e indica le ore solari, il che permette di esprimere l'equazione del tempo, ovvero la differenza tra tempo solare e convenzionale. Questa indicazione è presente nelle meridiane più sofisticate.
Il semicerchio dell'ora e delle indicazioni lunari, in combinazione con altre indicazioni del quadrante, consente il calcolo delle ore planetarie e quindi delle previsioni astrologiche. 
Il quadrante ricopriva un ruolo fondamentale per le usanze dell'epoca: veniva infatti consultato prima di una faccenda delicata e si evitava di metterla in cantiere nei momenti di influenza di Saturno e Marte.
Il meccanismo dell'orologio è realizzato in ferro battuto e la struttura poggia su una base in legno.